# 西村香織
西村 香織（にしむら かおり、1969年1月15日 - ）は、九州朝日放送の報道情報局解説委員、 報道情報センター長、元アナウンサー、ジャズ歌手。

## 来歴
福岡県福岡市出身。3歳から15歳までクラシックピアノを習得していた。
福岡市立長丘小学校、福岡市立長丘中学校、福岡県立筑紫丘高等学校、1992年3月、関西大学文学部英文学科卒業後の同年4月、九州朝日放送に入社。同期入社は草柳悟堂と影平晶。また、大学で同期に石川テレビ放送元アナウンサーの小谷あゆみが居る。
2006年10月人事にて、報道局報道部に異動し、アナウンサー職から報道記者に転身。2014年4月から2018年2月までテレビ朝日が開設したANNソウル支局へ派遣され、直後に発生したセウォル号沈没事故を珍島から取材報告で出演。帰国後、2018年4月人事にて同局に復帰し、報道情報局解説委員に就任。現在は報道情報センター長を務める。
ラジオ番組でMALTAと共演してジャズに関心を抱いたことからジャズを歌い始め、福岡ブルーノートでライブを行った。

## 出演番組

### 現在

#### テレビ
- アサデス。KBC※コメンテーター（解説委員、報道情報センター長として）
- シリタカ!※コメンテーター、ニュース解説（解説委員、報道情報センター長として)

### 過去

#### テレビ
- アサデス。九州・山口 ※木曜「奥様トレンドニュース」
- パネルクイズ アタック25※新春第1回ANN系列局女子アナ大会 - 2003年1月5日
- ネットワークふくおか
- アサデス。※メインMC代理
- サワダデース※「日刊!サワダジャーナル」

#### ラジオ
- 西村香織のMY-MY-MUSIC
- サンデーミュージックステーション（パーソナリティ） - 2003年3月30日 - 9月
- 秋山仁志と西村香織のサンデーリクエストスタジアム（パーソナリティ） - 2002年 - 3月23日